# Semis direct sous couvert
 (novembre 2022).
Le semis direct sous couvert ou semis direct sous couvert végétal (SCV), est l'une des formes d'agriculture sans labour, qui se pratique en plein champ en semant au travers d'une couche de culture intermédiaire, sans aucune intervention mécanique de travail du sol (ni labour, ni hersage) entre la récolte de la culture précédente et le semis de la suivante.
En pratique, l'agriculteur implante une culture intermédiaire  entre la moisson et le prochain semis. Idéalement il s'agit d'une culture comprenant de nombreuses espèces ce qui permet de maximiser la production de biomasse, le choix des espèces dépend essentiellement des besoins de la culture principale, du sol, du climat… Cette culture intermédiaire est ensuite écrasée au rouleau pour recevoir une culture en semis direct sur ce qui s'appelle alors le couvert de l'interculture.
Le semis se fait obligatoirement à l'aide d'un semoir spécifique adapté à cette technique culturale possédant des disques ou à dents afin de trancher la végétation et permettre la réalisation d'un lit de semis favorable.
La disparition du couvert (parfois considéré comme « mulch vivant ») se fait naturellement par biodégradation, la seconde culture prenant alors le pas sur l'intermédiaire et le sol restant protégé du soleil et des pluies violentes.

## Avantages de la technique
- pas d'intervention mécanique de travail du sol, donc gain de temps, d'énergie et préservation de la structure du sol par apport aux engrais vert.

- semis possible même en condition météorologiques défavorables:
  - si humidité excessive, le couvert permet le passage des engins agricoles en limitant le compactage,
  - par temps sec, le couvert conserve une certaine humidité du sol par la limitation de l'évaporation.
- Notable économie de combustible[3],[4] car :
  - économie de travail
  - économie sur la puissance moteur demandée (absence de labour)
- Augmentation de l'activité biologique du sol diminuant l'apport d'intrants.
- Stabilisation et amélioration structurale du sol ce qui supprime les problèmes d'érosion[5]
- Diminution de la présence des adventices annuelles due à une moins bonne capacité à germer à partir de graines en surface [6]
- Stockage de carbone dans le sol
- D'éventuelles économies d'herbicides
- Économies d'eau pour l'irrigation, par rétention de l'eau de pluie et évaporation réduite

## Inconvénients
- Haute technicité demandée (connaître la rotation des cultures et des cultures intercalaires),

- Risques accrus liés aux limaces pendant 3-4 ans jusqu'au repeuplement en carabes (auxiliaires) par la suite ; donc utilisation et recherche de l'équilibre naturel,

- Implantation délicate sans outils adéquats
- Implantation des cultures de printemps plus tardive pour laisser les sols se réchauffer (cycle de culture plus court); implantation des cultures d'automnes plus précoces pour profiter de l'humidité résiduelle et de la chaleur du sol (levée d'adventices d’automne en culture).
- évolution de la flore adventice vers plus d'espèces vivaces et/ou graminées lié à l’arrêt du travail du sol ( Cette dernière remarque pourrait être placée dans le paragraphe "avantages" si on la considère du point de vue d'une agriculture régénératrice et non seulement productiviste.)